# Fujimi (Nagano)
Fujimi (富士見町 Fujimi-machi?) es un pueblo en la prefectura de Nagano, Japón, localizado en la parte central de la isla de Honshū, en la región de Chūbu. Tiene una población estimada, a principios de octubre de 2021, de 14.354 habitantes.

## Geografía
El pueblo está ubicado en una zona muy montañosa dentro de la región de Suwa, en el centro-este de la prefectura de Nagano. En la zona están las montañas Akaishi, incluido el monte Nyukasa (1955 metros), en parte dentro de sus fronteras.

## Historia
El área del actual Fujimi era parte de la antigua provincia de Shinano. La villa de Fujimi se estableció el 1 de abril de 1889. El 1 de abril de 1995, Fujimi se fusionó con las aldeas de Sakai, Hongo y Ochiai para formar el pueblo de Fujimi.

## Demografía
Según los datos del censo japonés, la población de Fujimi se ha mantenido relativamente estable en los últimos 40 años.
| Gráfica de evolución demográfica de Fujimi entre 1940 y 2021 |
|                                                              |
| Oficina de Estadísticas de Japón                             |